# KT Tunstall's Acoustic Extravaganza
KT Tunstall's Acoustic Extravaganza é o título de um álbum acústico de KT Tunstall, originalmente lançado no dia 15 de Maio de 2006 e disponível apenas através do seu site. No dia 5 de Outubro de 2006 o álbum foi novamente lançado, desta vez para todas as lojas do mundo. O álbum é composto por um CD e um DVD, o qual contém os bastidores da gravação acústica. Este trabalho discográfico de Tunstall foi gravado em um dia na Ilha de Skye, Escócia.

## Faixas

### CD
1. "Ashes" – 3:34
2. "Girl and the Ghost" – 4:14
3. "One Day" – 5:02
4. "Golden Age" – 5:00
5. "Boo Hoo" – 4:56
6. "Gone to the Dogs" – 3:59
7. "Change" – 3:44
8. "Miniature Disasters" – 4:32
9. "Universe & U" – 4:31
10. "Throw Me a Rope" – 3:43

### DVD
1. "Five Go to Skye (Making the Album)"
2. "Gone to the Dogs"
3. "Throw Me a Rope"
4. "The Wee Bastard Pedal"
5. "Out-takes"